# Flavio Tosi
Flavio Tosi (né le 18 juin 1969 à Vérone) est une personnalité politique italienne, membre de la Ligue du Nord jusqu'en mars 2015, date à laquelle Matteo Salvini considère qu'il n'appartient plus à ce parti. Il fonde alors Fare!.

## Biographie
Il est maire de Vérone du 28 mai 2007 au 25 juin 2017. C'est un des trois seuls maires de la Ligue du Nord à être réélu en mai 2012 après s'être démarqué de son mouvement tout au long de sa campagne des municipales. Le 30 décembre 2012, Roberto Maroni le propose comme candidat de la Ligue du Nord à la présidence du Conseil pour les élections générales italiennes de 2013.
Le 25 mai 2014, il est élu député européen, second en nombre de voix de la Ligue du Nord, mais doit renoncer pour conserver son mandat d'élu local. Cependant le 1er juillet 2014 n'ayant pas renoncé à son nouveau mandat lors de l'inauguration de la nouvelle législature, il devient député européen avant de démissionner le 10 juillet, ce qui permet l'entrée de Lorenzo Fontana au Parlement.
En mars 2015, Matteo Salvini considère qu'il ne fait plus partie de la Ligue, notamment parce qu'il s'oppose à la candidature de Luca Zaia pour la présidence de la Vénétie.
Ne pouvant se représenter pour un troisième mandat à la mairie de Vérone (juin 2017), il présente la candidature de la sénatrice Patrizia Bisinella qui n'est autre que sa fiancée.